# Wayne Manor
Wayne Manor er et fiktivt amerikansk palæ, der optræder i tegneserier udgivet af DC Comics. Det er ejet af og hjem for Bruce Wayne, der også er superhelten Batman.
Palæet er afbildet som en stor herregård i udkanten af Gotham City og det drives af Wayne-familiens butler Alfred Pennyworth. De tidligste historier viste at Bruce Wayne selv købte huset, men i 1950'erne blev det etableret at stedet havde været ejet af Wayne-familien i flere generationer.
Udover at fungere som hjem for Bruce Wayne, så ligger Wayne Manor oven på Bathulen, som Batman bruger som hovedkvarter. I langt størstedelen af DC Comics' publikationer ligger Wayne Manor umiddelbart uden for Gotham city i New Jersey.
I tv-serien fra 1960'erne beskrives palæet som "det statelige Wayne Manor". I filmatiseringerne er der blevet brugt en række engelske country houses i Nottinghamshire, Hertfordshire og Buckinghamshire, samt Stevenson Taylor Hall i New York blevet brugt til at afbildede palæet. Disse tæller bl.a. Knebworth House, Hatfield House, Mentmore Towers og Wollaton Hall.